# 角蒿
角蒿（学名：Incarvillea sinensis）是紫葳科角蒿属的植物。分布于中国大陆的东北、甘肃、内蒙古、山东、陕西、四川、宁夏、青海、河南、河北、云南、西藏、山西等地，生长于海拔500米至3,850米的地区，一般生于山坡或田野，目前尚未由人工引种栽培。
其种加词“sinensis”意为“中华的”。

## 别名
莪蒿、萝蒿、？蒿（救荒本草），冰？草（四川大金），大一枝蒿（陕西），羊角蒿（辽宁），羊角透骨草（山东），羊角草（河北）

## 异名
- Incarvillea sinensis Lam. ssp. variabilis (Batal.) Grierson
- Incarvillea sinensis Lam. var. przewalskii (Batal.) C. Y. Wu et W. C. Yin
- Incarvillea variabilis Batal. var. przewalskii Batal.

## 外部連結
- 角蒿 Jiaohao （页面存档备份，存于） 藥用植物圖像數據庫 (香港浸會大學中醫藥學院) （繁體中文）（英文）